# Local administrative unit
Die Hierarchieebene der Local Administrative Units (kurz LAU; aus dem Englischen: local administrative unit für örtliche Verwaltungseinheit) ist ein Werkzeug von Eurostat, des Amtes für Statistik der Europäischen Union.
Sie decken das gesamte Wirtschaftsgebiet der EU-Mitgliedstaaten ab. Ziel ist die eindeutige Identifizierung und Klassifizierung der räumlichen Bezugseinheiten (→Verwaltungsgliederung) amtlicher Statistiken der Mitgliedstaaten.
Damit soll eine Vergleichbarkeit nationaler Daten auf europäischer Ebene gegeben werden. Die so geordneten Daten dienen dann zum Beispiel als Grundlage für die Umsetzung europäischer Förderprogramme.
LAU 1 und LAU 2 gingen 2003 aus den unteren zwei NUTS-Ebenen NUTS-4 und NUTS-5 hervor. 2017 wurden dann beide zu einer LAU-Ebene zusammengefasst. Somit liegt die LAU-Ebene unterhalb der NUTS-3-Ebene und damit auf Ebene der Kommunen. Da die LAUs häufig geändert werden, veröffentlicht Eurostat gegen Ende eines jeden Jahres eine aktualisierte Liste (→Abschnitt Weblinks). LAUs sind geeignet für die Umsetzung der in TERCET enthaltenen Typologien auf lokaler Ebene – nämlich Küstengebiet und DEGURBA-Klassifikation.

## Geschichte

### LAU 1 und LAU 2 (bis 2017)
Die beiden Ebenen lokaler Gebietseinheiten, LAU 1 und LAU 2, wurden bis Inkrafttreten der NUTS-Verordnung im Juli 2003 NUTS 4 bzw. NUTS 5 genannt.
- LAU 1 (ehemals NUTS 4): Upper local administrative units (Lokale Verwaltungseinheiten) – wurde in vielen, aber nicht allen Mitgliedstaaten definiert, und bezeichnete meist kommunale Verwaltungsgemeinschaften, manchmal Gemeinden.
- LAU 2 (ehemals NUTS 5): Municipalities or equivalent units (lower local administrative units) (Gemeinden und vergleichbare Einheiten) – bezeichnete fast durchweg (politische) Gemeinden, manchmal die unter der Gemeinde liegende Gliederung, entsprechend der österreichischen Ortschaft (Ortschaft im Sinne -schaft für verfasste soziale Gebilde, nicht „Ort, Ansiedlung“)

Die EU-Staaten waren sich um 2003 uneinig, ob diese weiteren Ebenen zweckmäßig seien. Daher wurden sie von NUTS auf LAU umbenannt. Die Europäische Kommission stellte dann 2005 fest, dass NUTS primär der EU-Kohäsionspolitik dient, und absehbar die NUTS-3-Ebene für diese Zwecke ausreichen würde.
Daher werden sie als Ergänzung des NUTS-Systems geführt, die mehr statistischen als politischen Zielen dient.

#### Nationale Äquivalente
- Bei Ländern mit deutscher Amtssprache wird  die amtliche deutsche Bezeichnung genannt; bei anderen mehrsprachigen Ländern nur eine Sprachvariante (ohne nichtlateinische Schreibung; in Klammern genannt sind verbreitetere Übertragungen ins Deutsche)
- Die zweite Spalte stellt die Sortierung nach Mitgliedern (EU) – Assoziierte (EFTA) –  Beitrittsländern (CC) her.
- Städtische Formen werden immer nachgenannt

Stand: 1. Januar 2015, AT/CH 1. Januar 2016 (siehe Quelle unterhalb der Tabelle)
|    | Staat (NUTS 0)         |      | LAU 1                                                                                     | Anz.  | LAU 2                                                                | Anz.    |
| -- | ---------------------- | ---- | ----------------------------------------------------------------------------------------- | ----- | -------------------------------------------------------------------- | ------- |
| BE | Belgien                | (EU) | –                                                                                         | 0     | Gemeinden                                                            | 589     |
| BG | Bulgarien              | (EU) | Obschtini (Gemeinden)                                                                     | 265   | Naseleni mesta (Ortschaften, Orte)                                   | 5.259   |
| DK | Dänemark               | (EU) | Kommuner (Gemeinden)                                                                      | 99    | Sogne (Kirchspiele)                                                  | 2.143   |
| DE | Deutschland            | (EU) | Verwaltungsgemeinschaften                                                                 | 1.268 | Gemeinden                                                            | 11.086  |
| EE | Estland                | (EU) | Maakonnad (Kreise, Bezirke)                                                               | 15    | Vallad, Linnad (Gemeinden, Städte)                                   | 213     |
| FI | Finnland               | (EU) | Seutukunnat (Verwaltungsgemeinschaften)                                                   | 70    | Kunnat (Gemeinden)                                                   | 336     |
| FR | Frankreich             | (EU) | Cantons de rattachement                                                                   | 3.785 | Communes (Gemeinden)                                                 | 36.680  |
| EL | Griechenland           | (EU) | Kinotites, Dimi ([Land-]Gemeinden, Städte, heute: Dimotikes enotites, Gemeindebezirke)    | 326   | Kinotika diamerismata, Dimotika diamerismata (heute: Kinotites)      | 6.132   |
| IE | Irland                 | (EU) | Counties, Cities (Grafschaften, Städte)                                                   | 34    | Electoral districts (Wahlbezirke)                                    | 3.441   |
| IT | Italien                | (EU) | –                                                                                         | 0     | Comuni (Gemeinden)                                                   | 8.094   |
| HR | Kroatien               | (EU) | –                                                                                         | 0     | Općine und Gradovi ([Land-]Gemeinden, Städte)                        | 556     |
| LV | Lettland               | (EU) | –                                                                                         | 0     | Novadi, Republikas pilsētas (Bezirke, Republikstädte)                | 119     |
| LT | Litauen                | (EU) | Savivaldybės (Gemeinden, Selbstverwaltungen)                                              | 60    | Seniūnijos (Amtsbezirke, Ämter, Ortschaften)                         | 548     |
| LU | Luxemburg              | (EU) | Kantone                                                                                   | 12    | Gemeinden                                                            | 105     |
| MT | Malta                  | (EU) | Distretti (Distrikte)                                                                     | 6     | Kunsilli (Gemeinden)                                                 | 68      |
| NL | Niederlande            | (EU) | –                                                                                         | 0     | Gemeenten (Gemeinden)                                                | 390     |
| AT | Österreich             | (EU) | –                                                                                         | 0     | Gemeinden                                                            | 2.098   |
| PL | Polen                  | (EU) | Powiaty (Landkreise) und Miasta na prawach powiatu (Städte mit Kreisrecht)                | 380   | Gminy (Gemeinden)                                                    | 2.478   |
| PT | Portugal               | (EU) | Concelhos–Municípios                                                                      | 308   | Freguesias (Gemeinden)                                               | 3.092   |
| RO | Rumänien               | (EU) | –                                                                                         | 0     | Comune (Gemeinden) + Municipii (Munizipien) + Orașe (Stadtgemeinden) | 3.181   |
| SE | Schweden               | (EU) | –                                                                                         | 0     | Kommuner (Gemeinden)                                                 | 290     |
| SI | Slowenien              | (EU) | Upravne enote (Verwaltungsbezirke)                                                        | 58    | Občine (Gemeinden)                                                   | 210     |
| SK | Slowakei               | (EU) | Okresy (deutsch uneinheitlich)                                                            | 79    | Obce (Gemeinden)                                                     | 2.928   |
| ES | Spanien                | (EU) | –                                                                                         | 0     | Municipios (Gemeinden)                                               | 8.125   |
| CZ | Tschechien             | (EU) | Okresy (deutsch uneinheitlich)                                                            | 77    | Obce (Gemeinden)                                                     | 6.251   |
| HU | Ungarn                 | (EU) | Statisztikai kistérségek ([Statistische] Kleingebiete)                                    | 174   | Települései (Ortschaften)                                            | 3.154   |
| UK | Vereinigtes Königreich | (EU) | Lower tier authorities (districts); einzelne Unitary authorities; LECs (oder Teile davon) | 380   | Wards (oder Teile davon)                                             | 10.310  |
| CY | Zypern                 | (EU) | Eparchies (Eparchien, Bezirke)                                                            | 6     | Koinotites, Dimoi (Stadt-, Landgemeinden)                            | 615     |
|    | EU-28                  | (EU) |                                                                                           | 7.402 |                                                                      | 118.491 |
| IS | Island                 | (EA) | Landsvæði                                                                                 | 8     | Sveitarfélög (Gemeinden)                                             | 79      |
| LI | Liechtenstein          | (EA) | Wahlkreise                                                                                | 2     | Gemeinden                                                            | 11      |
| NO | Norwegen               | (EA) | Økonomiske regioner                                                                       | 89    | Kommuner (Gemeinden)                                                 | 431     |
| CH | Schweiz                | (EA) | Bezirke                                                                                   | 166   | Gemeinden                                                            | 2.294   |
|    | EFTA-4                 | (EA) |                                                                                           | 265   |                                                                      | 2.815   |
| AL | Albanien               | (CC) | n. a.                                                                                     | −     | Bashki / Komunë                                                      | 373     |
| ME | Montenegro             | (CC) | Opštine (Gemeinden)                                                                       | 21    | Naselja (Ortschaften, Orte)                                          | 1.256   |
| MK | Nordmazedonien         | (CC) | Opštini (Gemeinden)                                                                       | 84    | Naseleni mesta (Ortschaften)                                         | 1.776   |
| RS | Serbien                | (CC) | n. a.                                                                                     | −     | n. a.                                                                | −       |
| TR | Türkei                 | (CC) | İlçeler (Bezirke)                                                                         | 923   | Köy (Ortschaften, Dörfer)                                            | 37.675  |
|    | CC-5                   | (CC) |                                                                                           | 1.028 |                                                                      | 41.080  |
|    | EUROSTAT (37)          |      |                                                                                           | 8.695 |                                                                      | 162.386 |

Quellen: EUROSTAT: EU-Staaten, EU-Kandidaten und EFTA-Staaten (nicht-EU)

Anmerkungen:
1. ↑  Gemeindeverbände unterhalb der Kreisebene, wie Ämter (BB, MV, SH), Gemeindeverwaltungsverbände (BW), Samtgemeinden (NI), Verbandsgemeinden (RP, ST), Verwaltungsverbände (SN) und Verwaltungsgemeinschaften (BY, TH)
2. ↑  oder Gemeindefreies Gebiet
3. 1 2  Eurostat gibt hier abweichend zu anderen Einträgen Singular: Maakond und Vald, linn
4. 1 2 3  
In Deutschland und Österreich sind auch historisch bedingt die Ausdrücke Kreis und Bezirk jeweils gegensätzlich besetzt, in Deutschland ist der Regierungsbezirk über dem Landkreis angesiedelt, in Österreich der historische Kreis der Monarchiezeit über dem politischen Bezirk; der Schweizerische Bezirk entspricht etwa dem österreichischen.
5. 1 2  Seutukunnat wörtlich „Gebietsgemeinde“; schwedisch 1: Ekonomiska regioner; 2: Kommuner
6. ↑  Die Bezeichnung Rattachement ist das französische Wort für Kohäsion im Sinne der EU-Regionalpolitik; entspricht in weiten Teilen den 4.055 (politischen) Cantons.
7. 1 2  Die aktuelle griechische NUTS/LAU-Gliederung (amtlicher Stand 2010) berücksichtigt die Verwaltungsstrukturreform ab 2010 (Kallikratis-Programm) nur teilweise: Die neuen 326 Gemeinden firmieren seither alle als Dimi (Gemeinden); Topika diamerismata (etwa: Lokalverwaltungen) ist die ersetzende Sammelbezeichnung für Kinotika diamerismata (Gemeindebezirke, Ortsgemeinschaften) und Dimotika diamerismata (Stadtbezirke, -viertel); Gemeindebezirke bezeichnet nun die übergeordneten Dimotikes enotites, die den alten 1.035 Gemeinden entsprechen.
8. ↑  In Irland gibt es 3 Cities im Rang eines Counties: Cork, Dublin, Galway
9. ↑  Die Republikstädte entsprechen der deutschen Kreisfreien Stadt, sie sind aber staatsunmittelbar; die Novadi untergliedern sich in Centrs (Hauptort), Pilsētas (Städte) und Novadi pagasti ([Land-]Gemeinden); die alte Gliederung war 1: 33 Rajoni, Republikas pilsētas (Kreise, Republikstädte); 2: 527 Pilsētas, Novadi, Pagasti (Städte, Gemeinden, Landgemeinden)
10. ↑  LAU 1: Teils auch Rajono savivaldybės (Rajonsgemeinden, Landgemeinden)
11. ↑  LAU 1: Cantons; 2: Communes
12. ↑  [Statistical] Districts/Regions, daneben gibt es den Ausdruck Districts auch für die Wahlkreise und anderes.
13. ↑  Die [Politischen] Bezirke entsprechen etwa dem Konzept LAU-1, sind aber nicht Kommunalebene, sondern eine Institution der Landesebene, und auch statistisch betrachtet durchschnittlich etwas zu groß für LAU, aber etwas zu klein für NUTS: Daher kommen sie als solche in der NUTS-Systematik nicht vor. NUTS-3 sind die Gruppen von Bezirken, wie die Landesviertel Nieder- und Oberösterreichs, oder die Gaue Salzburgs, die aber Bezirke darstellen.
14. ↑  Sonderformen der Gemeinde (dann speziell Landgemeinde genannt): Marktgemeinde, Stadtgemeinde (mit Sonderform Statutarstadt)
15. ↑  Entsprach ursprünglich der österreichischen Statutarstadt, Stadt mit Rang eines Judet (NUTS 3); heute gilt das – bis auf Bukarest – nicht mehr.
16. ↑  einschließlich Mestá (Städte, Stadtgemeinden)
17. ↑  einschließlich Města (Städte, Stadtgemeinden), Statutární města (Statutarstädte), u. a.
18. ↑  Die Lower tier authorities sind Steuerbezirke (Billing authorities for Council Tax); die Unitary authorities, in Schottland Council areas genannt, sind die britischen Lokalverwaltungsgebiete; Local enterprise companies (LEC) sind speziell schottische Gemeindeverbände.
19. ↑  In ausländischen Medien fälschlicherweise auch Landsvædi bzw. Landsvaedi.
20. 1 2  LAU 1: in manchen Kantonen auch Verwaltungsregionen, Verwaltungskreise, Wahlkreise, Amteien, Ämter, frz. Districts/ital. Disretti; 2: Communes/Comuni
21. ↑  auch: Ilceler
22. ↑  Die Sonderform der Großgemeinden, die Belediyeler und die Büyükşehir Belediyesinin, bilden keine NUTS-Ebene.